# غودفري الأول، كونت لوفان
غودفري الأول (الألمانية:Gottfried؛ الهولندية:Godfried؛ ولد حوالي.1060 وتوفي في 25 يناير 1139) ولُقب بـ الملتحي                                                                              والشجاع والكبير، كان لاندغراف برابانت وكونت بروكسل ولوفان (لوفاين) منذ 1095 وحتى وفاته، وفضلاً عن ذلك هو دوق لورين السفلى (كـ غودفري السادس)؛ وأيضا ناب عن غودفري من بوليون كـ غودفري الخامس ومع ذلك يعتبر الترقيم غير مؤكد منذ 1106 حتى 1129، وأيضا كان مارغريف أنتويرب منذ 1106 حتى وفاته.

## سيرته
غودفري هو الابن الثاني لـ هنري الثاني، كونت لوفان وأديلا من أورثن، خلف غودفري شقيقه الأكبر هنري الثالث، كونت لوفان الذي توفي متأثراً بجروحه من خلال المبارزة في 1095 ولم يكن لديه سوى بنات صغيرات، أرملته جيرترود تزوجت من ثيودوريك الثاني، دوق لورين.
في بداية حكمه دخل في صراع مع ألبرت، أسقف لييج على كونتية برونجروز بحيث كليهما ادعى المنطقة، ولكن الإمبراطور هاينريش الرابع خصص المنطقة لأسقف الذي عَهْدها إلى ألبرت الثالث، كونت نامور، قضى غودفري على نزاع بين هاينريش الثالث، كونت لوكسمبورغ وأرنولد الأول، كونت لون حول تعيين رئيس الدير سانت تروند.
غودفري دافع عن مصالح الإمبراطور في لورين، وفي 1102 أوقف غودفري ضد روبرت الثاني من فلاندرز «الصليبي» الذي كان يحاول غزو كامبراسيس، وبعد وفاة الإمبراطور في 1106 قرر خليفته وابنه هاينريش الخامس الذي كان مشارك في التمرد، الانتقام بنفسه من أنصار والده، الدوق هنري من لورين السفلى تم مصادرة منها الدوقية وتم سجنه، وسلمت الدوقية إلى غودفري، ولكن بعد فرار هنري من السجن حاول الاستيلاء على الدوقية وذلك بعد قيامه باستيلاء على آخن ولكن فشل في النهاية.
في 1114 كان هناك خلاف بين الإمبراطور والبابا باسكال الثاني، قاد غودفري ثورة في ألمانيا، ولكن في 1118 تم التوفيق بينه وبين الإمبراطور، في 1119 توفي بالدوين السابع، كونت فلاندرز دون ورثة؛ وبذلك أصبحت فلاندرز متنازعة عليها بين العديد من المرشحين، وكان من بين المرشحين ويليام من يبريس الذي كان متزوج من ابنة شقيقة زوجة غودفري الثانية، غودفري أيد ويليام إلا أنه لا يستطيع فرض ادعائه على شارل الطيب، تم انتخاب الرجلين منفصلين ومع ذلك وقف غودفري مع الجانب الخاسر.
من خلال زواج ابنته إديليزا من هنري الأول ملك إنجلترا الذي كان حمو الإمبراطور، أدت إلى زيادة هيبته إلى حد كبير، ومع وفاة الإمبراطور في 1125 دعم غودفري كونراد من هوهنشتاوفن ضد لوثر من سوبلينبرغ، ولكن مع انتخاب لوثر تم سحب دوقية لورين السفلى وإعطائها إلى فاليرام من ليمبورخ ابن هنري الدوق السابق، ومع ذلك حافظ غودفري على مرغريفية أنتويرب وأيضا على لقب الدوقية التي أصبحت في نهاية المطاف في 1183 دوق برابانت.
ومع اغتيال شارل الطيب في عام 1127 دون ورثة، أصبح فلاندرز بلا حاكم ولكن لويس السادس ملك فرنسا استخدم سلطاته في انتخاب ويليام كليتو ولكنه سرعان ما تمت معارضته من قبل ثيودوريك دي الألزاس تدخل غودفري في هذا الصراع إلى جانب ويليام، بحيث واصل غودفري الحرب على لييج ونامور.
قضى غودفري شيخوخته في دير أفليزم حتى وافته المنية في 25 يناير 1139، ودفن هناك.

## الزواج والأبناء
- تزوج غودفري أولا من إيدا من شيني؛ وانجبت له:-
  - أدليزا (ولدت.1103 - 23 أبريل 1151)؛ تزوج أولا من هنري الأول ملك إنجلترا[6] ثم من ويليام دي أوبيغي، أيرل أروندل الأول.
  - غودفري الثاني، كونت لوفان (1107 - 13 يونيو 1142)؛ وأيضا دوق لورين السفلى.
  - كلاريزا (توفيت.1140).
  - هنري (توفيت.1141)؛ راهب.
  - إيدا (توفيت.1162)؛ تزوجت من أرنولد الأول، كونت كليفه.
  - جوسلين؛ تزوج من أغنيس دي بيرسي، وله ذرية.
- ثم تزوج من كلمينتيا من بورغندي ابنة ويليام الأول كونت بورغندي؛ كانت أرملة روبرت الصليبي؛ ليس لديهم أبناء.